# Heberth Rivas
Pour les articles homonymes, voir Rivas.
Rivas  Molina est un nom espagnol. Le premier nom de famille, en général paternel, est Rivas ; le second, en général maternel, souvent omis, est Molina.
Heberth de Jesús Rivas Molina (né le 29 octobre 1984) est un coureur cycliste vénézuélien.

## Palmarès
- 2007
  - 5e étape du Clásico Ciclístico Banfoandes
- 2010
  - 10e étape du Tour du Costa Rica
- 2013
  - 4e étape du Clásico Virgen de la Consolación de Táriba

## Classements mondiaux
| Année            | 2007 | 2008 | 2009 | 2010 | 2011 | 2012 | 2013 |
| ---------------- | ---- | ---- | ---- | ---- | ---- | ---- | ---- |
| UCI America Tour | 352e | 165e | 124e | 302e | 274e | 331e | 319e |